# Панола (округ, Миссисипи)
Округ Панола (англ. Panola County) — округ штата Миссисипи, США. Население округа на 2000 год составляло 34 274 человека. В округе два административных центра — города Бейтсвилл и Сардис.

## История
Округ Панола основан в 1836 году.

## География
Округ занимает площадь 1771,6 км2.

## Демография
Согласно переписи населения 2000 года, в округе Панола проживало 34 274 человека (данные Бюро переписи населения США). Плотность населения составляла 19,3 человека на квадратный километр.